# NGC 5548
NGC 5548은 밝고 활동적인 중심핵을 지닌 1형 세이퍼트 은하이다. 이 활동은 은하핵에 있는, 질량이 태양의 약 6,500만 배인 초대질량 블랙홀(SMBH)에 물질이 흘러들어가서 생겨나는 것이다.

## 관측 역사
1943년 미국 천문학자 칼 키넌 세이퍼트는 중심핵에서 넓은 방출선들이 나타나는 성운 12 개를 목록으로 만들었는데 NGC 5548은 이들 중 하나였다. 이 분류에 속하는 천체들은 세이퍼트 은하로 불리게 되었으며 이들은 중심핵의 표면밝기가 평범한 경우보다 더 높은 것으로 유명해졌다. 1960년대에 NGC 5548을 전파망원경으로 관측하여 향상된 수준의 전파 방출을 포착했다. 1966년에는 NGC 5548의 중심핵 분광 사진을 찍었는데, 이로부터 활성화된 영역의 지름은 수 파섹으로 제한됨을 알아냈다. 활성화 영역의 온도는 약 14,000 켈빈 정도였고 플라스마의 확산 속도는 초당 약 ±450 km였다.

## 특징
형태상으로 NGC 5548은 나선팔이 헐겁게 감겨 있는 정상렌즈형은하로 은하의 껍질 및 조석꼬리 구조들로부터 이 은하가 우주적 시간척도상으로 그리 머지않은 과거에 병합 혹은 상호작용 사건을 겪었음을 알 수 있다. NGC 5548은 지구로부터 목동자리 방향으로 약 2억 4,500만 광년 떨어져 있다. 이 은하의 겉보기등급은 V 대역(帶域)에서 대략 13.3이다.
천문학자들은 NGC 5548의 은하핵이 활동적인 이유를 '은하핵에 있는 초대질량 블랙홀 표면에 물질이 강착되기 때문'이라고 설명한다. 이 블랙홀은 자신을 도는 강착원반을 거느리고 있으며, 이 원반은 주변에서 끌려온 물질로 이루어져 있다. 원반의 바깥쪽 부분으로 끌여들어온 물질은 광이온화되어 전자기 스펙트럼상 가시광선과 자외선 대역에서 넓은 방출선들을 만들어낸다. 이온화된 물질(중심부에서 1 ~ 14 광일 거리에 있는 필라멘트 구조에서 형성된다.)의 바람은 강착 원반면에 대해 수직 방향으로 흘러 나간다.
중심부 블랙홀의 질량은 중심 영역의 방출선들의 특징에 기초하여 측정할 수 있다. 측정치들을 조합하면 추정 질량은 6.54+0.26
−0.25×107 M☉이다.(태양질량의 6500만 배) 이 결과는 다른 방법으로 NGC 5548의 중심핵에 있는 이 SMBH의 질량을 구한 값과 부합된다. 연간 태양 질량의 3 %에 이르는 물질이 이 블랙홀에 낙하한다. 반면 중심핵에서 밖으로 흘러나가는 질량은 연간 태양의 92 %에 이른다. SMBH를 두른 강착원반의 안쪽 부분에는 두껍고 뜨거운 코로나가 형성되어 있다. 이 코로나의 크기는 수 광시는 되며 엑스선을 방출하고 있다. 이 에너지 복사가 강착원반에서 광학적으로 깊은 부분(블랙홀로부터 1 ~ 2 광일 거리)에 이르면 방출된 엑스선은 열로 바뀐다.